# Ginnastica ai Giochi della XXXI Olimpiade - Parallele asimmetriche
La finale alle parallele asimmetriche alle Olimpiadi di Rio de Janeiro si è svolta nella HSBC Arena il 14 agosto.

## Podio
| Oro                    | Argento                    | Bronzo                  |
| Aliya Mustafina Russia | Madison Kocian Stati Uniti | Sophie Scheder Germania |

## Qualificazioni
A causa della regola dei passaporti "two per country", l'accesso in finale è valido soltanto a due atlete per nazione.
| Pos. | Ginnasta           | Totale | Qual. |
| ---- | ------------------ | ------ | ----- |
| 1    | Madison Kocian     | 15.866 | Q     |
| 2    | Alija Mustafina    | 15.833 | Q     |
| 3    | Gabrielle Douglas  | 15.766 | Q     |
| 4    | Dar'ja Spiridonova | 15.683 | Q     |
| 5    | Elisabeth Seitz    | 15.466 | Q     |
| 6    | Sophie Scheder     | 15.433 | Q     |
| 7    | Jessica Lopez      | 15.333 | Q     |
| 8    | Shang Chunsong     | 15.300 | Q     |
| 9    | Fan Yilin          | 15.266 | R1    |
| 10   | Rebecca Downie     | 15.233 | R2    |
| 11   | Seda Tutkhalyan    | 15.133 | —     |
| 11   | Nina Derwael       | 15.133 | R3    |

## Classifica
| Pos.    | Ginnasta           | D Score | E Score | Pen. | Totale |
| ------- | ------------------ | ------- | ------- | ---- | ------ |
| Oro     | Alija Mustafina    | 6.800   | 9.100   | —    | 15.900 |
| Argento | Madison Kocian     | 6.700   | 9.133   | —    | 15.833 |
| Bronzo  | Sophie Scheder     | 6.600   | 8.966   | —    | 15.566 |
| 4       | Elisabeth Seitz    | 6.600   | 8.933   | —    | 15.533 |
| 5       | Shang Chunsong     | 6.700   | 8.733   | —    | 15.433 |
| 6       | Jessica Lopez      | 6.700   | 8.633   | —    | 15.333 |
| 7       | Gabrielle Douglas  | 6.500   | 8.566   | —    | 15.066 |
| 8       | Dar'ja Spiridonova | 6.100   | 7.866   | —    | 13.966 |